# Clergé (jeu de paume)
Pour les articles homonymes, voir Clergé (homonymie).
Clergé est considéré comme le meilleur joueur de jeu de paume au milieu du XVIIIe siècle. Ce sportif français fut le tout premier « champion du monde » de l’histoire du sport après son sacre en 1740. Il conserve son titre jusqu’en 1765 quand Raymond Masson lui succède au palmarès. Il était particulièrement bon en double. Ses dates de naissance et de décès sont inconnues.